# Karła Marksa (rejon diński)
Karła Marksa (ros. Карла Маркса) – chutor w Rosji, w Kraju Krasnodarskim, w rejonie dińskim. W 2010 liczył 1714 mieszkańców.